# Ichabod Washburn
Ichabod Washburn (1798-1868) était un diacre et industriel du comté de Worcester, aux États-Unis.  Son soutien financier a donné son nom à l'université Washburn à Topeka et a permis la fondation de l'Institut polytechnique de Worcester à Worcester.

## Université Washburn
L'université Washburn a été fondée en 1865 sous le nom de Lincoln College in 1865, mais a changé de nom en 1868 après avoir hérité 25 000 $ de Washburn.
The Ichabod, la mascotte de l'école, existe depuis 1938 quand un ancien (qui deviendra plus tard un célèbre graphiste) Bradbury Thompson a créé le personnage à queue-de-pie et à l'air studieux qui représente aujourd'hui l'université.  Les membres masculins des équipes sportives sont surnommés les « Ichabods » ; les équipes féminines se font appeler les « Lady Blues ».